# Jerzmanice Lubuskie
Jerzmanice Lubuskie – stacja kolejowa w Jerzmanicach w Polsce, w województwie lubuskim, w powiecie słubickim, w gminie Rzepin.

## Wymiana pasażerska
| Rok  | Wymiana pasażerska na dobę |
| ---- | -------------------------- |
| 2017 | 20-49                      |
| 2022 | 10-19                      |